# Merciless

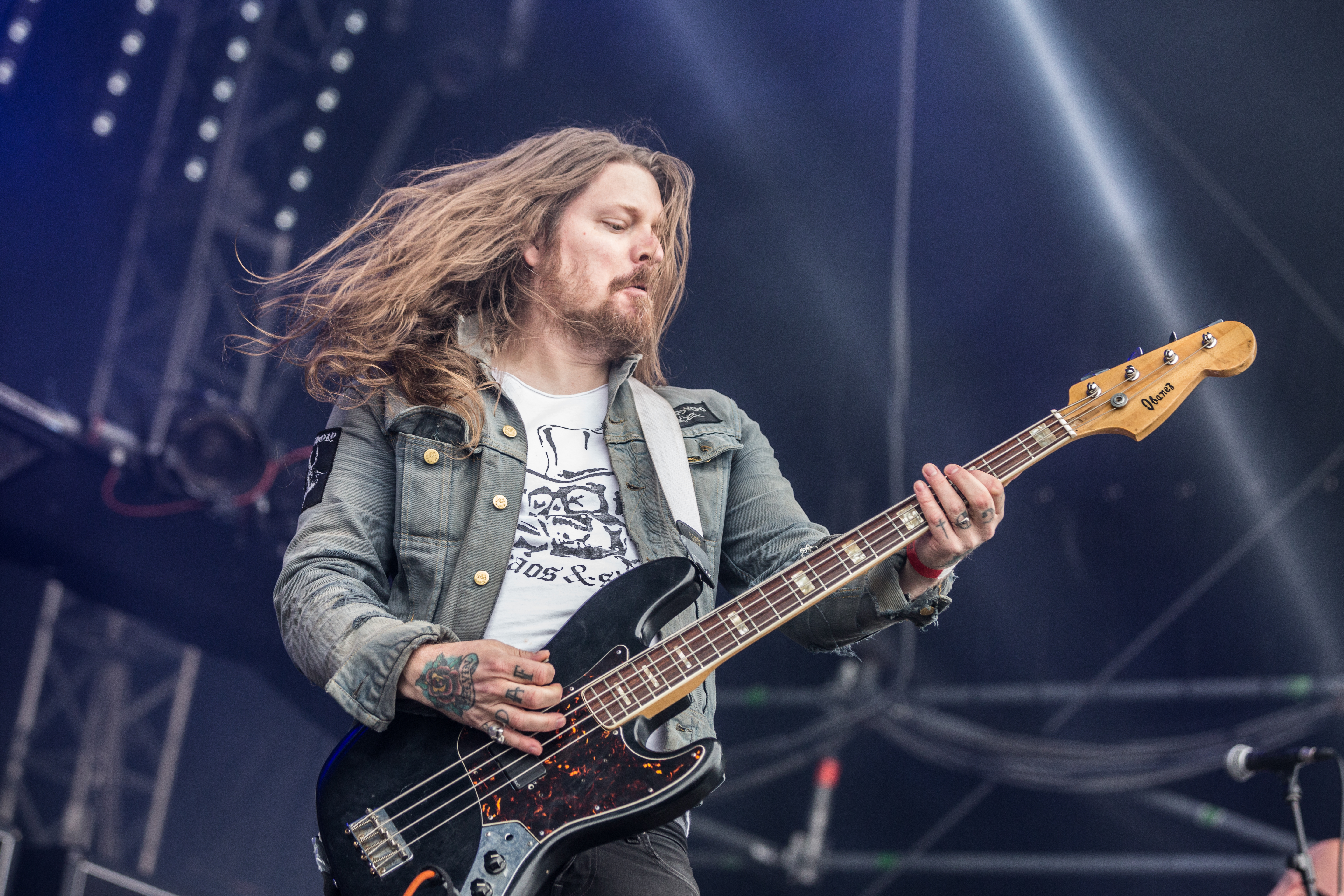
Bassist Fredrik Karlén auf dem Party.San 2017

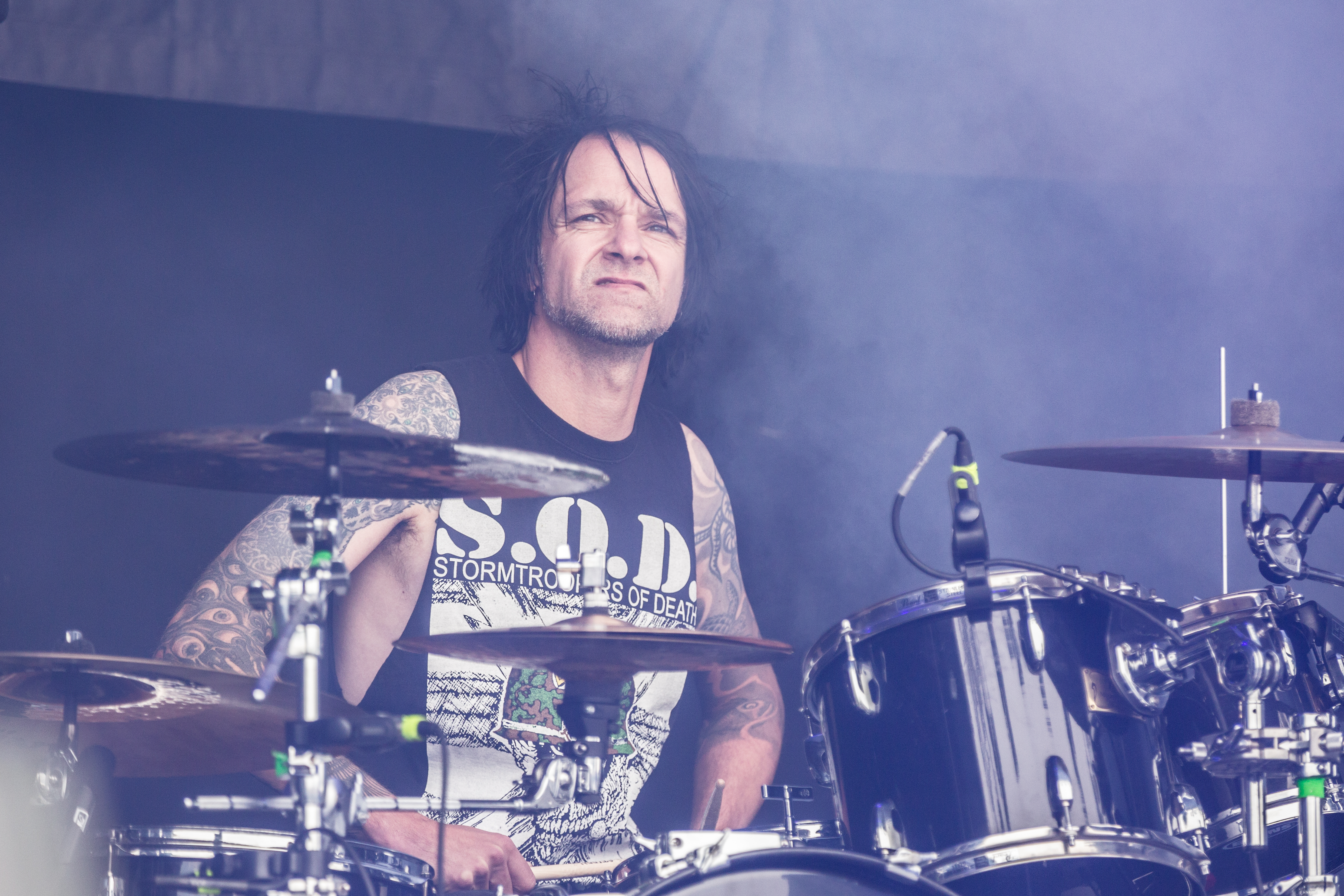
Schlagzeuger Stefan Carlsson auf dem Party.San 2017

Merciless ist eine schwedische Death-/Thrash-Metal-Band aus Strängnäs.

## Bandgeschichte
Merciless wurden 1986 in Strängnäs von Erik Wallin (Gitarre), Fredrik Karlén (Bass), Stefan Carlsson (Schlagzeug) und Kåle (Gesang) gegründet, zuerst unter den Namen Obsessed und Black Mass. Musikalische Vorbilder waren Kreator, Sodom und Bathory. Das erste Demo Behind the Black Door erschien 1987. Kurz danach wurde Kåle durch Roger „Rogga“ Pettersson ersetzt. Mit ihm entstand das 1988er Demo Realm of the Dark.
1990 konnte die Band ihr Debütalbum The Awakening auf Deathlike Silence Productions, dem frisch gegründeten Label von Øystein „Euronymous“ Aarseth, veröffentlichen. Auftritte mit Dismember, Dissection und Sepultura folgten. 1991 unterschrieb die Band bei Active Records; dort sollte ein zweites Album veröffentlicht werden, doch aufgrund einiger Probleme mit dem Label wurde zunächst eine Split-7” mit dem Entombed-/The-Krixhjälters-Seitenprojekt Comecon veröffentlicht. Während der Wartezeit auf die Veröffentlichung stieg Stefan Carlsson aus und Peter Stjärnvind schloss sich der Band an. 1992 erschien The Treasures Within mit einjähriger Verspätung.
1993 tourte Merciless mit Entombed und nahm anschließend mit Dan Swanö das Album Unbound auf, das 1994 auf No Fashion Records veröffentlicht wurde. Nach einem einzigen Konzert im Mai löste sich die Band auf. 1995 wurde Merciless kurzzeitig reanimiert, um für ein Slayer-Tributealbum Cryonics aufzunehmen.
1999, im Zuge der Wiederveröffentlichung ihres Debütalbums auf Osmose Productions, wurde die Band reformiert und spielte einige erfolgreiche Konzerte. 2003 erschien das selbstbetitelte vierte Album. 2004 stieg Gründungsmitglied Stefan Carlsson wieder ein. Im selben Jahr erschien die DVD Live Obsession.

## Bedeutung
Merciless ist eine der dienstältesten schwedischen Extreme-Metal-Bands. Das Debütalbum und – in geringerem Maße – auch die nachfolgenden Veröffentlichungen, zählen zu den Klassikern des schwedischen Metal-Undergrounds.

## Diskografie
- Behind the Black Door (Demo, 1987)
- Realm of the Dark (Demo, 1988)
- The Awakening (1990)
- Merciless/Comecon (Split-7”, 1991)
- The Book of Lies auf Projections of a Stained Mind (1991)
- The Treasures Within (1992)
- Unbound (1994)
- Crionics auf Slatanic Slaughter (1995)
- Merciless (2002)
- Live Obsession (DVD, 2004)